# Стадіон Віборга
Віборг Стадіон (норв. Viborg Stadion) — футбольний стадіон у місті Віборг, Данія. У 2011 році тут пройшли матчі чемпіонату Європи з футболу серед молодіжних команд.